# NGC 6849
NGC 6849 (również PGC 64097) – galaktyka eliptyczna (E/SB0), znajdująca się w gwiazdozbiorze Strzelca. Odkrył ją 4 września 1834 roku John Herschel.